# Boca Chica Key
Cet article possède des paronymes, voir Boca Chica (homonymie) et Boca Chita Key.
Boca Chica Key est une île des Keys, archipel des États-Unis d'Amérique situé dans l'océan Atlantique au sud de la péninsule de Floride. Elle est située dans les Lower Keys et relève administrativement du comté de Monroe.

## Histoire

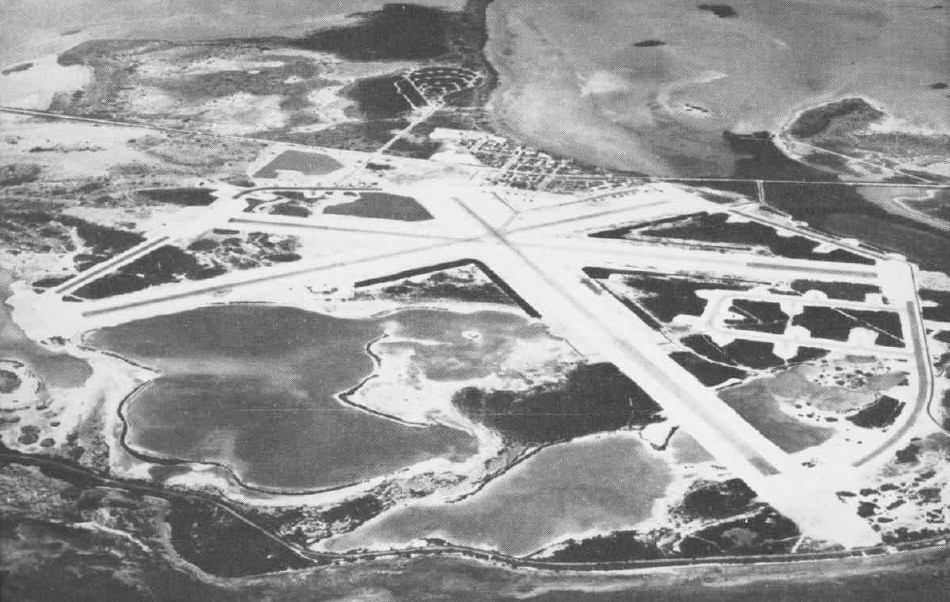
L'aéroport avec ses trois pistes en croix photographiés en 1943

Son nom vient de l'espagnol pour « petite bouche ».
Boca Chica Key possédait un aéroport Municipal, mais avec le déclenchement de la Seconde Guerre mondiale, en avril 1943, l'armée a pris la relève et a construit trois pistes pavées. Cependant, la Marine a voulu la base pour former des pilotes pour les transporteurs.
En 1943, la base comprenait 56 baraques, un théâtre, une zone de loisirs, et des installations de formation des pilotes.
Le trafic à travers Boca Chica a été réacheminé à plusieurs reprises pour accueillir l'expansion de la Naval Air Station.
L'île est le foyer de la plus importante base aéronavale (NAS Key West) dans le sud de la Floride. La mission de NAS Key West est: Un centre de formation pilote de la Marine pour des escadrons d'aviation tactique, afin de maintenir et d'exploiter des installations, et de fournir des services et du matériel pour l'appui des activités aériennes militaires pour les chefs d'opérations navales.

## Géographie
Il est principalement composé de marais salants (mangroves) et une base aéronavale.